# Dusza (część instrumentu)

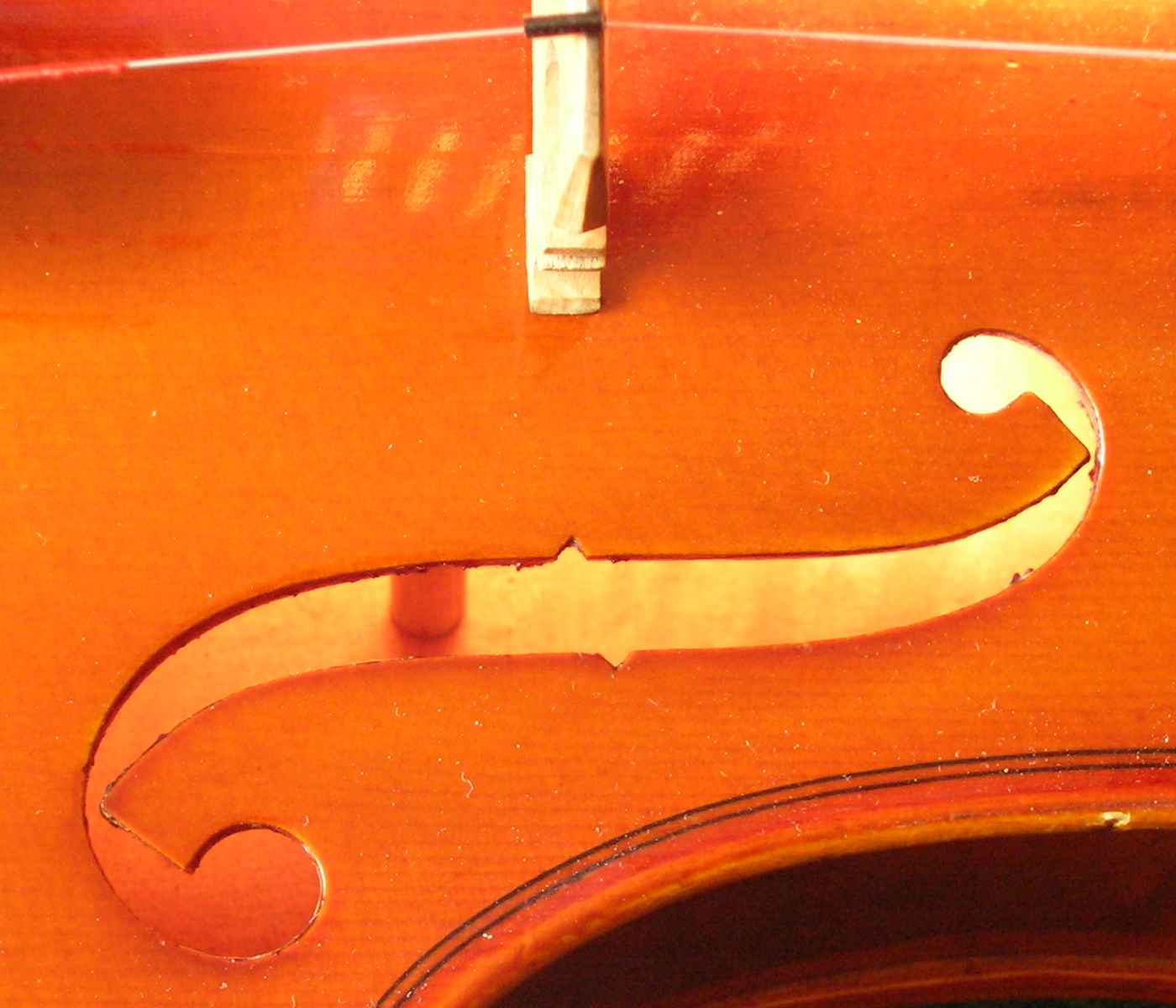
Dusza skrzypiec widoczna przez otwór rezonansowy

Dusza – drewniany patyczek będący elementem wszystkich instrumentów smyczkowych, łączy górną i dolną płytę pudła rezonansowego.
Dusza pełni w instrumencie dwie role między innymi:
1. chroni przed złamaniem górną płytę pudła rezonansowego na wysokości podstawka, czyli tam gdzie płyta jest szczególnie narażona na nacisk strun.
2. przenosi drgania dźwiękowe na dolną płytę rezonansową.

Czasami w instrumentach ludowych funkcję duszy pełni jedna z nóżek podstawka, przedłużona tak, że przechodzi przez górną płytę i opiera się na dolnej (np. w guslicy). Zdarza się też, że przedłużone są obie nóżki podstawka - wtedy stoi on na dolnej płycie, zamiast na górnej (np. w serbach).